# Fauglia
Fauglia är en ort och kommun i provinsen Pisa i regionen Toscana i Italien. Kommunen hade 3 684 invånare (2018).